# Elaeagnus guizhouensis
Elaeagnus guizhouensis är en havtornsväxtart som beskrevs av C. Yung Chang. Elaeagnus guizhouensis ingår i släktet silverbuskar, och familjen havtornsväxter. Inga underarter finns listade i Catalogue of Life.